# جهنده‌ماهی معمولی
جهنده‌ماهی معمولی (نام علمی: Percina caprodes) نام یک گونه از سرده جهنده‌ماهی‌های شکم‌زبر است.